# Bangladesh i olympiska spelen
Bangladesh deltog första gången vid olympiska sommarspelen 1984 i Los Angeles och har sedan dess varit med vid varje olympiskt sommarspel. De har aldrig deltagit vid de Olympiska vinterspelen. Bangladesh är världens folkrikaste land utan en olympisk medalj.

## Medaljer
| Guld | Silver | Brons | Totalt antal medaljer |
| ---- | ------ | ----- | --------------------- |
| 0    | 0      | 0     | 0                     |

### Medaljer efter sommarspel
| Spel             | Guld | Silver | Brons | Totalt |
| 1984 Los Angeles | 0    | 0      | 0     | 0      |
| 1988 Seoul       | 0    | 0      | 0     | 0      |
| 1992 Barcelona   | 0    | 0      | 0     | 0      |
| 1996 Atlanta     | 0    | 0      | 0     | 0      |
| 2000 Sydney      | 0    | 0      | 0     | 0      |
| 2004 Aten        | 0    | 0      | 0     | 0      |
| 2008 Peking      | 0    | 0      | 0     | 0      |
| 2012 London      | 0    | 0      | 0     | 0      |
| Totalt           | 0    | 0      | 0     | 0      |